# ボンフォー・アッバス
エル＝ハジ・ボンフォー・アッバス（El-Hadj Bonfoh Abbass、1948年11月23日 - 2021年6月29日/30日）は、トーゴの政治家で元暫定大統領。

## 生涯
出身地は北部の地方都市カブー(Kabou)。
与党・トーゴ人民連合の党員で、同国議会の副議長を務めていたが、権力世襲により2005年2月5日に大統領に就任したフォール・ニャシンベを非難する国際社会の声を受け、ニャシンベは2月25日に辞任。トーゴ共和国憲法の規定に基づき議会のウタラ議長が暫定大統領に就任する見込みであったが、陸軍によりウタラが国内から締め出されているため、副議長であったアッバスが暫定大統領に就任した。
暫定とはいえ、トーゴ史上初のイスラーム教徒出身大統領であったが、2005年4月24日の大統領選でフォール・ニャシンベが当選したため、5月4日をもって暫定大統領の職を辞した。
2021年6月29日から30日の夜間に死去。